# Jiajinberget
Jiajinberget eller Jiajin Shan (kinesiska: 夹金山) är en bergskedja i Kina.   Den ligger i provinsen Sichuan, i den centrala delen av landet, 1 700 km sydväst om huvudstaden Peking.
Jiajinberget blev 2006 tillsammans med Siguniangberget och Wolongs naturreservat listat av Unesco som världsarv.